# Kulesze-Litewka
Kulesze-Litewka – wieś w Polsce położona w województwie podlaskim, w powiecie wysokomazowieckim, w gminie Kulesze Kościelne.
Zaścianek szlachecki Litewka należący do okolicy zaściankowej Kulesze położony był w drugiej połowie XVII wieku w powiecie brańskim ziemi bielskiej województwa podlaskiego. W latach 1975–1998 miejscowość administracyjnie należała do województwa łomżyńskiego.
Wierni kościoła rzymskokatolickiego należą do parafii św. Bartłomieja Apostoła w Kuleszach Kościelnych.

## Historia
Wieś wyodrębniła się z pobliskiej osady Litwa Stara w XVIII w. Pierwsza informacja o wsi pochodzi z mapy województwa podlaskiego z 1795 r. Wykazano tam miejscowość o nazwie Kulesze nowe Litwa.
W roku 1827 naliczono tu 13 domów i 69 mieszkańców.
W 1891 r. w miejscowości 17 drobnoszlacheckich gospodarstw. We wsi 114 ha ziemi. Średnie gospodarstwo liczyło 6,7 ha.
W 1921 wieś liczyła 22 domy i 110 mieszkańców, w tym 36 Żydów.